# Темпельгоф-Шенеберг
Те́мпельгоф-Шенеберг (нім. Tempelhof-Schöneberg) — сьомий адміністративний округ Берліна, утворений у 2001 році шляхом злиття округів Темпельгоф і Шенеберг. Управлінські органи округу розташовані в Ратуші Шенеберга.

## Географія округу
Округ обмежується південною частиною Старого Берліна, розташовується далі на південь до межі Землі Берлін і складається з шести районів.

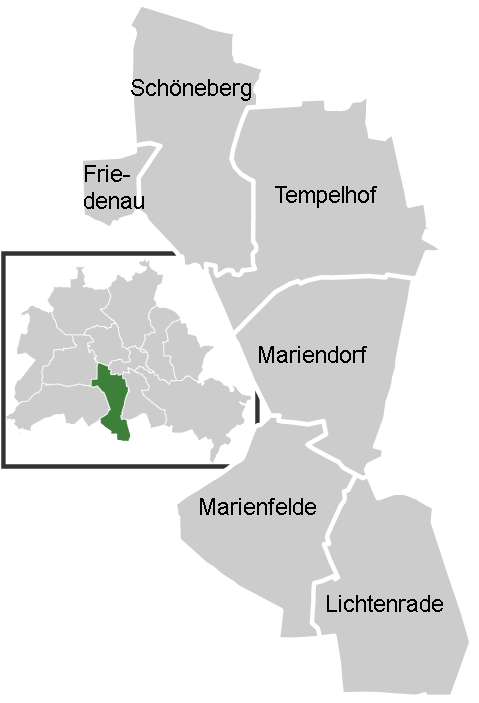
Райони округу Темпельгоф-Шенеберг

| Район             | Площа (км²) | Населення (30.06.2008) | Густота населення (жит./км²) |
| 0701 Шенеберг     | 10,60       | 116 691                | 10 998                       |
| 0702 Фріденау     | 1,65        | 26 736                 | 16 203                       |
| 0703 Темпельгоф   | 12,20       | 54 382                 | 4458                         |
| 0704 Марієндорф   | 9,38        | 48 882                 | 5211                         |
| 0705 Марієнфельде | 9,15        | 30 151                 | 3295                         |
| 0706 Ліхтенраде   | 10,10       | 49 451                 | 4896                         |

## Склад населення
Станом на 31 грудня 2013 року чисельність мешканців округу складала 32 4208 осіб, при цьому доля іноземців складала 15,3% від загальної кількості населення (станом на 31 грудня 2012). Середній вік жителів округу складає 44,1 рік (станом на 31 грудня 2012).